# Guillaume Flote
Guillaume Flote (* um 1280 beziehungsweise 1280/90; † nach 1366), Seigneur de Ravel, Escole et Plassac, war ein französischer Legist und Kanzler des Königs Philipp VI. Seine Karriere im königlichen Dienst erstreckte sich über ein halbes Jahrhundert.

## Bis 1328
Guillaume Flote war der Sohn von Pierre Flote, Kanzler Philipps IV., und Alix de Châtillon-en-Bazois, genannt Flandrine. Er heiratete in erster Ehe Elips de Melo und in zweiter Ehe nach 1339 Jeanne d’Amboise.
Flote war ein Regularkleriker, der seine Laufbahn als 1298 Kanoniker und Archidiakon von Brabant begann. Nach dem Tod seines Vaters 1302 übernahm er die Herrschaft Ravel und verließ den Kirchendienst. Im Jahr darauf wurde er Ritter des Königs.
Von 1307 bis 1313 war er Maître des requêtes im Languedoc. 1313 trat er seine erste große diplomatische Mission an, als er zum englischen König Eduard II. geschickt wurde, den er zum Friedensschluss mit dem Königreich Schottland bewegen sollte. 1314 ist Guillaume Flote als Conseiller in der Grand’chambre des Parlement de Paris tätig, später tritt er als Testamentsvollstrecker des Grafen Robert de Clermont († 1317) auf. Unter König Philipp V. (1317–1322) wird er in Toulouse und der Champagne eingesetzt. Unter König Karl IV. (1322–1328) agiert er als Gesandter in Flandern um beim avignonesischen Papst Johannes XXII. (1325).

## Unter Philipp VI.
Zu Beginn seiner Herrschaft setzt auch Philipp VI. Guillaume Flote als Diplomaten ein. 1329 vermittelte er einen Frieden zwischen Humbert II. von Viennois und Eduard von Savoyen. 1331 nimmt er an den Verhandlungen mit Eduard III. von England teil. Wenig später verliert er die Gunst des Königs, wobei die Gründe dafür unbekannt sind und lediglich vermutet wird, dass seine Nähe zu Robert III. von Artois schadete, der im Jahr 1332 verbannt wurde, der Auslöser war.
Ab 1335 befindet er sich wieder in der Umgebung des Königs. Er wird zum Seneschall von Toulouse ernannt und 1338 schließlich zum Kanzler des Königs. Nunmehr gehört er zu den einflussreichsten Mitgliedern des Conseil du roi, neben Jean de Marigny, Bischof von Beauvais und Bruder des 1315 hingerichteten Enguerrand de Marigny, sowie den Marschällen Miles de Noyers und Mathieu de Trie, beziehungsweise – nach der Ablösung von Miles de Noyers und seiner burgundischen Anhängerschaft 1343 – Jean de Marigny, Jean de Nesle und Jean de Thil. Ende 1344 bis August 1346 sicherte er während des Feldzugs Philipps VI. gegen die Engländer gemeinsam mit Jean de Nesle und Hugues d’Arcy, dem späteren Bischof von Laon, die Macht des Königs in Paris. Am 26. August 1346 war er einer der Heereskommandanten in der Schlacht von Crécy. 1349 gelang ihm durch den Vertrag von Romans der Erwerb der Dauphiné für die Krone.

### Ende der Karriere
Angesichts der Unzufriedenheit der Generalstände von 1347 mit seiner Politik war Guillaume Flote Anfang 1348 von seinem Amt als Kanzler zurückgetreten, aber Mitglied des Conseil du roi geblieben. Daran änderte sich erst einmal mit dem Regierungsantritt Johanns II. im Jahr 1350 nichts. Trotz seines hohen Alters wurde er weiterhin mit diplomatischen Aufgaben betraut. In dieser Zeit gelang ihm der Erwerb von Montpellier vom König von Mallorca.
1355 gehörte er zu den königlichen Beratern, die den späteren König Karl V. bei seinem ersten Auftritt vor den Ständen umgaben, so auch später, als Karl für seinen gefangenen Vater die Regentschaft übernahm. 1357 nahm Guillaume Flote an mehreren Verhandlungen mit Étienne Marcel und dessen Anhängern teil. Nach dem Überfall der Pariser auf das Palais de la Cité am 22. Februar 1358 verließ er im März den Conseil du Roi, kehrte aber Ende 1360, nach der Freilassung Johanns II., noch einmal zurück.
Guillaume Flote starb Mitte der 1360er Jahre, sicher über 80 Jahre alt. Sein Sohn Pierre war bereits 1350 gestorben, so dass die Herrschaft Revel von ihm direkt auf seinen gleichnamigen Enkel überging.